# 丸山希香
丸山 希香（まるやま ののか、2006年3月23日 - ）は、日本の女子ラグビーユニオン選手。

## プロフィール
- 埼玉県出身[1]。
- ポジションはBK。
- 身長 160cm、体重 65kg
- 7人制女子日本代表に選ばれたことがある[2]。

## 略歴
2024年、深谷高校卒業後、立正大学に入る。なお深谷高校時代、U18花園女子15人制に出場した。